# William C. Dietz
William C. Dietz (nascido em 1945) é um americano escritor de ficção científica, principalmente romances de ficção científica militar e romantização de jogos eletrônicos.

## Início da vida e carreira
Dietz cresceu na área de Seattle e serviu na Marinha e no Corpo de Fuzileiros Navais como soldado. Ele se formou na Universidade de Washington e viveu na África por meio ano. Ele usou a experiência que desenvolveu durante seu tempo nas forças armadas para produzir narrativas militares realistas em várias séries de livros.
Dietz foi contratado como técnico cirúrgico, instrutor de faculdade, redator de notícias, produtor de televisão e diretor de relações públicas e marketing de uma companhia telefônica internacional.

## Trabalho escrito
O primeiro livro de Dietz foi War World (agora Galactic Bounty), publicado em 1986. O livro segue a história do personagem principal Sam McCade, que foi o foco de vários livros seguintes, incluindo o livro Imperial Bounty de 1988 e os livros de 1990 Alien Bounty e McCade’s Bounty. Durante esse período, ele também publicou Freehold em 1987, um romance de aventura militar e o primeiro de vários outros que publicaria no gênero, que inclui sua série Legion. Em 1990, seu romance Matrix Man foi publicado, seguido pela sequência Mars Prime, em 1992. Seu livro Drifters, publicado em 1991, também resultou em dois romances de sequência. Ele também escreveu romances de ficção científica pós-apocalípticos, incluindo a série America Rising, uma trilogia que conta a história de uma segunda guerra civil americana. O Publisher's Weekly disse sobre o livro final da série - Battle Hymn - que "Dietz tem uma mão firme no ritmo (principalmente em cenas de combate) e um bom ouvido para conversas de batalha realistas".
Dietz escreveu vários romances vinculados, incluindo Halo: The Flood dentro da Halo (série de livros), baseado na série de jogos eletrônicos Halo, além de três romances do universo expandido de Star Wars, apresentando as aventuras de Kyle Katarn, dois livros do popular universo de Resistance e romances baseados nos jogos eletrônicos Mass Effect, Hitman e StarCraft. Ele também escreveu o roteiro do jogo Legion of the Damned (iPhone, iPod Touch e iPad) baseado em seu livro de mesmo nome - e co-escreveu o jogo Resistance: Burning Skies da Sony para o PS Vita com Mike Bates.

## Temas
Os temas sobre os quais Dietz escreve incluem ficção científica sociológica, soldados futuristas, política alienígena, ciborgues e metamorfos. Seus livros foram citados como incluindo "ritmo acelerado e reviravoltas de suspense", e ele também é conhecido por suas "sequências de ação de primeira linha". Algumas de suas obras foram descritas como óperas espaciais, nas quais a "humanidade dos personagens se mistura bem com a ação para dar a esse drama espacial um verdadeiro soco".

### Winds of War
Na série de livros iniciada em 2018, ele compõe livros do gênero thriller militar. No primeiro livro Red Ice (2018), a Terceira Guerra Mundial já tem um mês, os EUA combatem contra agressões da China e a Rússia invade a Ucrânia, o que ocasiona contra-ataque da OTAN.

## Vida pessoal
Dietz e sua esposa Marjorie vivem perto da cidade de Gig Harbor, no estado de Washington.

## Obras

### Série do Sam McCade
1. War World (1986)
2. Imperial Bounty (1988)
3. Alien Bounty (1990)
4. McCade's Bounty (1990)

### Crisis of Empire
- Cluster Command (1989) (livro 2, com David Drake)

### Duologia Corvan
- Matrix Man (1990)
- Mars Prime (1992)

### Pik Lando
1. Drifter (1991)
2. Drifter's Run (1992)
3. Drifter's War (1992)

### Star Wars: Dark Forces
1. Soldier for the Empire (1997) (com Dean Williams)
2. Rebel Agent (1998)
3. Jedi Knight (1998) (com Dave Dorman)

### Legion of the Damned
1. Legion of the Damned (1993)
2. The Final Battle (1995)
3. By Blood Alone (1999)
4. By Force of Arms (2000)
5. For More Than Glory (2003)
6. For Those Who Fell (2004)
7. When All Seems Lost (2007)
8. When Duty Calls (2008)
9. A Fighting Chance (2011)

#### PrequelaLegion of the Damned
1. Andromeda's Fall (2012)
2. Andromeda's Choice (2013)
3. Andromeda's War (2014)

### Duologia Sauron
1. Deathday (2001)
2. Earthrise (2002)

### Halo
- The Flood (2003) (livro 2 na série original)

### Jak Rebo
1. Runner (2005)
2. Logos Run (2006)

### Hitman
- Enemy Within (2007)

### Resistance
1. The Gathering Storm (2009)
2. A Hole in the Sky (2011)

### StarCraft
- Heaven's Devils (2010) (2003) (livro 1 na série Starcraft II)

### Duologia Empire
1. At Empire's Edge (2009)
2. Bones of Empire (2010)

### Mass Effect
- Deception (2011) (livro 4)

### Mutant Files
1. Deadeye (2015)
2. Redzone (2015)
3. Graveyard (2016)

### America Rising
1. Into the Guns (2016)
2. Seek and Destroy (2017)
3. Battle Hymn (2018)

### Winds of War
1. Red Ice (2018)
2. Red Flood (2019)
3. Red Dragon (2020)
4. Red Thunder (2020)
5. Red Tide (2021)
6. Red Sands (2021)

### Livros Isolados
- Freehold (1987)
- Prison Planet (1989)
- Bodyguard (1994)
- Where the Ships Die (1996)
- Steelheart (1998)
- Snake Eye (2006)
- Ejecta (2010)
- The Seeds of Man (2013)
- Crickets (2022)